# Wenzel (Sagan)
Wenzel von Sagan (* zwischen 1420 und 1434; † 29. April 1488 in Breslau) war nichtregierender Herzog von Sagan. Er entstammte dem Glogauer Zweig der Schlesischen Piasten.

## Leben
Wenzel war der drittgeborene Sohn des Herzogs Johann I. von Sagan und der Scholastica von Sachsen-Wittenberg (1391–1463), einer Tochter des Kurfürsten Rudolf III. Da er beim Tod des Vaters 1439 noch minderjährig war, stand er zusammen mit dem jüngsten Bruder Johann II. zunächst unter der Vormundschaft des ältesten Bruders Balthasar.
Da Wenzel an einer Behinderung litt, musste sich bei der 1449/50 erfolgten Teilung des Herzogtums Sagan sein jüngerer Bruder Johann II., der das seit 1413 zu Sagan gehörende Priebuser Land erhielt, zu Wenzels finanzieller Versorgung verpflichten. Dagegen erhielten die beiden älteren Brüder Balthasar und Rudolf den Saganer Anteil und mussten daraus den Unterhalt ihrer verwitweten Mutter und ihrer Schwestern bestreiten.
Wegen seiner Behinderung nahm Wenzel nicht am politischen Geschehen teil. Ab 1454 stand er unter der Vormundschaft Johanns II. Nachdem Balthasar 1472 starb, vereinte Johann II. Priebus wieder mit dem Herzogtum Sagan, das er jedoch im selben Jahr an den sächsischen Herzog Albrecht den Beherzten verkaufte. Dieser musste sich zur Übernahme einer Leibrente für Wenzel verpflichten. 1476 verzichtete Wenzel für 400 Ungarische Gulden auf seine Erbansprüche auf die herzogliche Hälfte von Glogau. Im selben Jahr trat er in das Kloster bei der St.-Barbara-Kirche in Breslau ein. In seinem 1478 errichteten Testament bestimmte er sein Vermögen für den Bau und die Ausstattung dieser Kirche. Dort wurde sein Leichnam 1488 beigesetzt.